# Egyenesbelű örvényféregalakúak
Az  egyenesbelű örvényféregalakúak (Rhabdocoela) a laposférgek (Platyhelminthes) közé sorolt örvényférgek (Turbellaria) altörzsében a valódi örvényférgek (Rhabditophora) osztályának egyik rendje két alrend családdal.

## Megjelenésük, felépítésük
Apró (0,2–1,5 mm-es) örvényférgek. Testük rendszerint hengeres vagy orsó alakú; kevéssé lapított.
Szájuk a test eleje és vége között bárhol lehet a hasoldal középvonalában. Garatjuk összetett (pharynx compositus) és  hagymaszerű (bulbosus), esetleg  redőzött (plicatus). Középbelük egyenes csőhöz hasonlóan egyszerű, diverticulumok nélkül.
Petesejtjeik ektolecitálisak. Ennek megfelelően női ivarkészülékük a planáriákéhoz (Tricladida) hasonló azzal az alapvető különbséggel, hogy a petéket, illetve a szikanyagot termelő szakaszok jól elkülönülnek egymástól.
Az ormányos örvényférgek (Kalyptorhynchia) a test középtáján nyíló, a szájnyílástól és a garattól független, elülső helyzetű, kiölthető ormánya (proboscis) a zsákmányszerzést szolgálja.

## Életmódjuk, élőhelyük
Zömmel és közel fele-fele arányban tengeriek vagy édesvíziek. A néhány szárazföldi faj nyirkos helyeken él.
Egyedfejlődésük közvetlen.
Számos fajuk kommenzalista vagy parazita. Utóbbiak (főleg az Umagillidae és Pterastericolidae családok fajai) főleg tüskésbőrűek (Echinodermata) belében élő endoparaziták — így például a Stichopus californicus nevű tengeri uborka faj testüregében élősködik az Anoplodium hymanae (Umagillidae). A garnélarákok kopoltyúin él a kétujjas örvényféreg (Scutariella didactyla, a Temnocephalida csoportjának egyetlen valódi élősködő faja).
Ismertebb kommenzalista fajok:
- Zöldmoszatokkal (Chlorella) él együtt az endoszimbionta zöld örvényféreg (Dalyellia viridis, a Dalyelliidae családból és a Typhloplana viridata (a Typhloplanidae családból).

- Más állatok (pl. puhatestűek, rákok, rovarok, teknősök) testfelszínén élő ektokommenzalisták a tapadókorongos örvényféreg (Temnocephala) nem fajai (a tapadókorongos örvényférgek (Temnocephalidae)] családjából).
- Az ötujjas örvényféreg (Temnocephala semperi, a tapadókorongos örvényférgek (Temnocephalidae) családjából.

Ismertebb szabadon élő fajok:
- úszó örvényféreg (Mesostoma ehrenbergi, a Typhloplanidae családból),
- genfi örvényféreg (Plagiostomum lemani, a Plagiostomidae családból),
- hímnős örvényféreg (Gyratrix hermaphroditus, a Polycystididae családból).

## Rendszertani felosztásuk
1. Dalytyphloplanida alrend két alrendággal
- Neodalyellida alrendág hat családdal:
  -     - Acholadidae
    - Graffillidae
    - Provorticidae
    - Pterastericolidae
    - Solenopharyngidae
    - Umagillidae
    - családba sorolatlan nemek
      - Nesite
      - Ventrociliella

- Neotyphloplanida alrendág két alrendalággal:
  - Limnotyphloplanida alrendalág egy csoporttal (Temnocephalida, külön részletezve) és 3 további családdal
    - Dalyelliidae
    - Jenseniidae
    - Typhloplanidae

  - [[Thalassotyphloplanida[]] alrendalág 4 családdal
    - Byrsophlebidae
    - Kytorhynchidae
    - Promesostomidae
    - Trigonostomidae
    - családba nem sorolt nemek:
      - Aegira
      - Kaitalugia
      - Styloplanella
      - Thalassoplanella

- alrendágba sorolatlan családok
  -     - Hypoblepharinidae
    - Luridae

- alrendágba sorolatlan, kihalt nemek:
  -     -       - †Micropalaeosoma
      - †Palaeosoma

2. ormányos örvényférgek (Kalyptorhynchia) alrendje két alrendággal
- Eukalyptorhynchia alrendág 13 családdal
  -     - Aculeorhynchidae
    - Bertiliellidae
    - Cicerinidae
    - Crassicollidae
    - Cystiplanidae
    - Cytocystididae
    - Gnathorhynchidae
    - Koinocystididae
    - Nannorhynchididae
    - Placorhynchidae
    - Polycystididae
    - Psammorhynchidae
    - Rhynchokarlingiidae
    - családba sorolatlan nemek:
      - Elvertia
      - Lekanorhynchus
      - Marirhynchus
      - Syatkinella
      - Zonorhynchus

- Schizorhynchia alrendág 5 családdal
  -     - Cheliplanidae
    - Diascorhynchidae
    - Karkinorhynchidae
    - Nematorhynchidae
    - Schizorhynchidae

A Temnocephalida csoportot két öregcsaládra bontják: 
- - Scutarielloidea főcsalád egy családdal
    - Scutariellidae

- - tapadókorongos örvényféregszerűek (Temnocephaloidea) öregcsaládja 3 családdal
    - Actinodactylellidae
    - Diceratocephalidae
    - tapadókorongos örvényférgek (Temnocephalidae)